# Veľká Biela voda
Veľká Biela voda je potok na Spiši, protékající územím okresů Poprad a Spišská Nová Ves. Je to pravostranný přítok Hornádu a jeho délka je 13 km. Jedná se o nejvýznamnější tok ve Slovenském ráji, který odvodňuje významné doliny západní části Slovenského ráje (Veľký Sokol, Piecky, Suchá Belá). Na dolním toku meandruje a do Hornádu se vlévá na začátku soutěsky Prielom Hornádu.
Veľká Biela voda pramení ve Slovenském ráji v nadmořské výšce asi 800 m n. m. na severozápadním úpatí vrchu Kopanec (jeho výška je 1132 m n. m.), jihovýchodně od obce Vernár. Protéká osadami Píla a Podlesok. Teče zpočátku převážně na severovýchod, od osady Podlesok teče na východ.
Geomorfologické celky, jimiž protéká:
- Spišsko-gemerský kras, podcelek Slovenský ráj,
- Hornádská kotlina, podcelek Vikartovská priekopa.

Zprava do Veľké Bielé vody přitékají Štvrtocký potok, Sokol, Píľanka, přítok z doliny Zadná diera a Suchá Belá, zleva pouze přítok z Čierne doliny.
Potok ústí do Hornádu jižně od obce Hrabušice, pod Zelenou horou (654,1 m n. m.), v nadmořské výšce cca 540 m n. m.